# Torneo Finalización 2024 (Colombia)
El Torneo Finalización 2024 (conocido como Liga BetPlay Dimayor 2024-II por motivos de patrocinio) fue la nonagésima novena (99.a) edición de la Categoría Primera A del fútbol profesional colombiano, siendo el segundo torneo de la temporada 2024. El torneo inició el 15 de julio y culminó el 22 de diciembre.
Atlético Nacional ganó su decimoctavo título de liga en este torneo, venciendo al Deportes Tolima en la final por un marcador global de tres goles a uno después de un empate a un gol en el partido de ida jugado en Ibagué y un triunfo por dos goles a cero en el partido de vuelta en Medellín.

## Sistema de juego
El sistema de juego para los torneos de la temporada 2024 se estableció el 12 de diciembre de 2023 en asamblea extraordinaria de la Dimayor, en la cual se decidió mantener el formato de competencia utilizado en la temporada anterior, pero eliminando la fecha de clásicos de la fase todos contra todos. En ese orden de ideas, el torneo se jugó en un sistema de tres fases: en la primera los equipos jugaron 19 fechas todos contra todos, donde los ocho primeros equipos de la tabla de posiciones al final de las 19 jornadas clasificaron a la siguiente fase (Cuadrangulares semifinales) que consistió en dos grupos de cuatro equipos en los que se disputaron seis fechas de ida y vuelta. Los equipos ganadores de cada cuadrangular clasificaron a la final con partidos de ida y vuelta para definir el campeón del torneo que clasificó a la Copa Libertadores y la Superliga de 2025.

## Equipos participantes

### Datos de los clubes
- Un día después de haber terminado el Torneo Apertura y con la obtención del título del Atlético Bucaramanga, la Gobernación de Santander aprobó el cambio de nombre del estadio Alfonso López, el cual pasó a llamarse estadio Américo Montanini, en honor a Américo José Montanini, uno de los jugadores más importantes en la historia del club leopardo.[6]
- Debido a la realización de la Copa Mundial Femenina de Fútbol Sub-20 de 2024 en el mes de septiembre y los preparativos en los estadios de Bogotá, Medellín y Cali para albergar el evento, algunos clubes cambiaron la sede de sus partidos en condición de local ante la imposibilidad de usar sus estadios habituales:
  - La Equidad y Fortaleza CEIF jugaron parte de sus partidos como local en este torneo en el Parque Estadio Olaya Herrera de Bogotá, debido a las adecuaciones del estadio Metropolitano de Techo.[7]
  - América de Cali confirmó al estadio Bello Horizonte - Rey Pelé de Villavicencio como la sede para sus partidos de local durante el mes de septiembre.[8] De igual forma, Millonarios jugó en ese escenario su partido de la octava fecha ante Patriotas.[9]
- El día 23 de julio de 2024 el club Águilas Doradas confirmó un cambio de sede, trasladando sus partidos en condición de local al estadio Arturo Cumplido Sierra de la ciudad de Sincelejo debido al poco apoyo recibido por parte de la administración local de Rionegro y la falta de patrocinios.[10]

| Equipo                 | Entrenador           | Ciudad             | Estadio                                              | Aforo         |
| ---------------------- | -------------------- | ------------------ | ---------------------------------------------------- | ------------- |
| Águilas Doradas        | Juan Pablo Buch      | Sincelejo          | Arturo Cumplido Sierra                               | 10 000        |
| Alianza F. C.          | Hubert Bodhert       | Valledupar         | Armando Maestre Pavajeau                             | 11 500        |
| América de Cali        | Jorge da Silva       | Cali Villavicencio | Olímpico Pascual Guerrero Bello Horizonte - Rey Pelé | 37 899 18 000 |
| Atlético Bucaramanga   | Rafael Dudamel       | Bucaramanga        | Américo Montanini                                    | 25 000        |
| Atlético Nacional      | Efraín Juárez        | Medellín           | Atanasio Girardot                                    | 46 000        |
| Boyacá Chicó           | Juan Carlos Álvarez  | Tunja              | La Independencia                                     | 20 630        |
| Deportes Tolima        | David González       | Ibagué             | Manuel Murillo Toro                                  | 28 100        |
| Deportivo Cali         | Sergio Herrera       | Palmira            | Deportivo Cali                                       | 44 000        |
| Deportivo Pasto        | Gustavo Florentín    | Pasto              | Departamental Libertad                               | 18 000        |
| Deportivo Pereira      | Luis Fernando Suárez | Pereira            | Hernán Ramírez Villegas                              | 30 290        |
| Envigado F. C.         | Andrés Orozco (E)    | Envigado           | Polideportivo Sur                                    | 14 000        |
| Fortaleza CEIF         | Sebastián Oliveros   | Bogotá             | Metropolitano de Techo Parque Estadio Olaya Herrera  | 10 000 2500   |
| Independiente Medellín | Alejandro Restrepo   | Medellín           | Atanasio Girardot                                    | 46 000        |
| Jaguares               | Édgar Carvajal       | Montería           | Jaraguay                                             | 12 000        |
| Junior                 | César Farías         | Barranquilla       | Metropolitano Roberto Meléndez                       | 46 690        |
| La Equidad             | Alexis García        | Bogotá             | Metropolitano de Techo Parque Estadio Olaya Herrera  | 10 000 2500   |
| Millonarios            | Alberto Gamero       | Bogotá             | Nemesio Camacho El Campín                            | 36 340        |
| Once Caldas            | Hernán Darío Herrera | Manizales          | Palogrande                                           | 28 678        |
| Patriotas              | Dayron Pérez         | Tunja              | La Independencia                                     | 20 630        |
| Santa Fe               | Pablo Peirano        | Bogotá             | Nemesio Camacho El Campín                            | 36 340        |

#### Cambio de entrenadores
| Equipo                 | Entrenador saliente  | Fecha de salida          | Reemplazado por      | Fecha de llegada         |
| Pretemporada           | Pretemporada         | Pretemporada             | Pretemporada         | Pretemporada             |
| ---------------------- | -------------------- | ------------------------ | -------------------- | ------------------------ |
| América de Cali        | César Farías         | 30 de abril de 2024      | Jorge da Silva       | 7 de mayo de 2024        |
| Jaguares               | Carlos Echeverry (E) | 24 de mayo de 2024       | Néstor Craviotto     | 24 de mayo de 2024       |
| Deportivo Cali         | Hernando Patiño (E)  | 8 de junio de 2024       | Hernán Torres        | 8 de junio de 2024       |
| Deportivo Pereira      | Leonel Álvarez       | 13 de junio de 2024      | Luis Fernando Suárez | 18 de junio de 2024      |
| Temporada              |                      |                          |                      |                          |
| Independiente Medellín | Alfredo Arias        | 4 de agosto de 2024      | Alejandro Restrepo   | 7 de agosto de 2024      |
| Jaguares               | Néstor Craviotto     | 19 de agosto de 2024     | Édgar Carvajal       | 21 de agosto de 2024     |
| Atlético Nacional      | Pablo Repetto        | 27 de agosto de 2024     | Efraín Juárez        | 28 de agosto de 2024     |
| Junior                 | Arturo Reyes         | 3 de septiembre de 2024  | César Farías         | 3 de septiembre de 2024  |
| Envigado F. C.         | Alexis Márquez       | 8 de septiembre de 2024  | Andrés Orozco (E)    | 8 de septiembre de 2024  |
| Patriotas              | Harold Rivera        | 15 de septiembre de 2024 | Dayron Pérez         | 16 de septiembre de 2024 |
| Deportivo Cali         | Hernán Torres        | 19 de septiembre de 2024 | Sergio Herrera       | 19 de septiembre de 2024 |
| Boyacá Chicó           | Jhon Jaime Gómez (E) | 7 de octubre de 2024     | Sergio Migliaccio    | 7 de octubre de 2024     |
| Águilas Doradas        | José Luis García     | 7 de octubre de 2024     | Juan Pablo Buch      | 8 de octubre de 2024     |
| Boyacá Chicó           | Sergio Migliaccio    | 26 de octubre de 2024    | Juan Carlos Álvarez  | 27 de octubre de 2024    |

### Localización
| Bogotá, D. C.   | 4 | Fortaleza CEIF, La Equidad, Millonarios y Santa Fe         | Junior Jaguares Bucaramanga Alianza Medellín Envigado Águilas Tunja Caldas Pereira Bogotá · Tolima Cali América Pasto Equipos de Bogotá: · Fortaleza CEIF · La Equidad · Millonarios · Santa Fe Equipos de Medellín: · Atlético Nacional · Independiente Medellín Equipos de Tunja: · Boyacá Chicó · Patriotas |
| Antioquia       | 3 | Atlético Nacional, Envigado F. C. e Independiente Medellín | Junior Jaguares Bucaramanga Alianza Medellín Envigado Águilas Tunja Caldas Pereira Bogotá · Tolima Cali América Pasto Equipos de Bogotá: · Fortaleza CEIF · La Equidad · Millonarios · Santa Fe Equipos de Medellín: · Atlético Nacional · Independiente Medellín Equipos de Tunja: · Boyacá Chicó · Patriotas |
| Boyacá          | 2 | Boyacá Chicó y Patriotas                                   | Junior Jaguares Bucaramanga Alianza Medellín Envigado Águilas Tunja Caldas Pereira Bogotá · Tolima Cali América Pasto Equipos de Bogotá: · Fortaleza CEIF · La Equidad · Millonarios · Santa Fe Equipos de Medellín: · Atlético Nacional · Independiente Medellín Equipos de Tunja: · Boyacá Chicó · Patriotas |
| Valle del Cauca | 2 | América de Cali y Deportivo Cali                           | Junior Jaguares Bucaramanga Alianza Medellín Envigado Águilas Tunja Caldas Pereira Bogotá · Tolima Cali América Pasto Equipos de Bogotá: · Fortaleza CEIF · La Equidad · Millonarios · Santa Fe Equipos de Medellín: · Atlético Nacional · Independiente Medellín Equipos de Tunja: · Boyacá Chicó · Patriotas |
| Atlántico       | 1 | Junior                                                     | Junior Jaguares Bucaramanga Alianza Medellín Envigado Águilas Tunja Caldas Pereira Bogotá · Tolima Cali América Pasto Equipos de Bogotá: · Fortaleza CEIF · La Equidad · Millonarios · Santa Fe Equipos de Medellín: · Atlético Nacional · Independiente Medellín Equipos de Tunja: · Boyacá Chicó · Patriotas |
| Caldas          | 1 | Once Caldas                                                | Junior Jaguares Bucaramanga Alianza Medellín Envigado Águilas Tunja Caldas Pereira Bogotá · Tolima Cali América Pasto Equipos de Bogotá: · Fortaleza CEIF · La Equidad · Millonarios · Santa Fe Equipos de Medellín: · Atlético Nacional · Independiente Medellín Equipos de Tunja: · Boyacá Chicó · Patriotas |
| Cesar           | 1 | Alianza F. C.                                              | Junior Jaguares Bucaramanga Alianza Medellín Envigado Águilas Tunja Caldas Pereira Bogotá · Tolima Cali América Pasto Equipos de Bogotá: · Fortaleza CEIF · La Equidad · Millonarios · Santa Fe Equipos de Medellín: · Atlético Nacional · Independiente Medellín Equipos de Tunja: · Boyacá Chicó · Patriotas |
| Córdoba         | 1 | Jaguares                                                   | Junior Jaguares Bucaramanga Alianza Medellín Envigado Águilas Tunja Caldas Pereira Bogotá · Tolima Cali América Pasto Equipos de Bogotá: · Fortaleza CEIF · La Equidad · Millonarios · Santa Fe Equipos de Medellín: · Atlético Nacional · Independiente Medellín Equipos de Tunja: · Boyacá Chicó · Patriotas |
| Nariño          | 1 | Deportivo Pasto                                            | Junior Jaguares Bucaramanga Alianza Medellín Envigado Águilas Tunja Caldas Pereira Bogotá · Tolima Cali América Pasto Equipos de Bogotá: · Fortaleza CEIF · La Equidad · Millonarios · Santa Fe Equipos de Medellín: · Atlético Nacional · Independiente Medellín Equipos de Tunja: · Boyacá Chicó · Patriotas |
| Risaralda       | 1 | Deportivo Pereira                                          | Junior Jaguares Bucaramanga Alianza Medellín Envigado Águilas Tunja Caldas Pereira Bogotá · Tolima Cali América Pasto Equipos de Bogotá: · Fortaleza CEIF · La Equidad · Millonarios · Santa Fe Equipos de Medellín: · Atlético Nacional · Independiente Medellín Equipos de Tunja: · Boyacá Chicó · Patriotas |
| Santander       | 1 | Atlético Bucaramanga                                       | Junior Jaguares Bucaramanga Alianza Medellín Envigado Águilas Tunja Caldas Pereira Bogotá · Tolima Cali América Pasto Equipos de Bogotá: · Fortaleza CEIF · La Equidad · Millonarios · Santa Fe Equipos de Medellín: · Atlético Nacional · Independiente Medellín Equipos de Tunja: · Boyacá Chicó · Patriotas |
| Sucre           | 1 | Águilas Doradas                                            | Junior Jaguares Bucaramanga Alianza Medellín Envigado Águilas Tunja Caldas Pereira Bogotá · Tolima Cali América Pasto Equipos de Bogotá: · Fortaleza CEIF · La Equidad · Millonarios · Santa Fe Equipos de Medellín: · Atlético Nacional · Independiente Medellín Equipos de Tunja: · Boyacá Chicó · Patriotas |
| Tolima          | 1 | Deportes Tolima                                            | Junior Jaguares Bucaramanga Alianza Medellín Envigado Águilas Tunja Caldas Pereira Bogotá · Tolima Cali América Pasto Equipos de Bogotá: · Fortaleza CEIF · La Equidad · Millonarios · Santa Fe Equipos de Medellín: · Atlético Nacional · Independiente Medellín Equipos de Tunja: · Boyacá Chicó · Patriotas |

## Todos contra todos

### Clasificación
| Pos. | Equipo                 | Pts. | PJ | G  | E | P  | GF | GC | Dif. | Clasificación                         |
| ---- | ---------------------- | ---- | -- | -- | - | -- | -- | -- | ---- | ------------------------------------- |
| 1    | Santa Fe               | 37   | 19 | 10 | 7 | 2  | 26 | 12 | +14  | Cuadrangulares semifinales.           |
| 2    | América de Cali        | 37   | 19 | 11 | 4 | 4  | 27 | 16 | +11  | Cuadrangulares semifinales.           |
| 3    | Millonarios            | 35   | 19 | 10 | 5 | 4  | 27 | 13 | +14  | Cuadrangulares semifinales.           |
| 4    | Deportes Tolima        | 34   | 19 | 10 | 4 | 5  | 25 | 12 | +13  | Cuadrangulares semifinales.           |
| 5    | Atlético Nacional      | 32   | 19 | 9  | 5 | 5  | 27 | 20 | +7   | Cuadrangulares semifinales.           |
| 6    | Junior                 | 31   | 19 | 8  | 7 | 4  | 26 | 16 | +10  | Cuadrangulares semifinales.           |
| 7    | Once Caldas            | 31   | 19 | 9  | 4 | 6  | 21 | 19 | +2   | Cuadrangulares semifinales.           |
| 8    | Deportivo Pasto        | 30   | 19 | 9  | 3 | 7  | 25 | 18 | +7   | Cuadrangulares semifinales.           |
| 9    | Independiente Medellín | 29   | 19 | 7  | 8 | 4  | 23 | 15 | +8   |                                       |
| 10   | Atlético Bucaramanga   | 28   | 19 | 8  | 4 | 7  | 21 | 17 | +4   |                                       |
| 11   | Fortaleza CEIF         | 27   | 19 | 7  | 6 | 6  | 23 | 20 | +3   |                                       |
| 12   | Deportivo Pereira      | 27   | 19 | 7  | 6 | 6  | 19 | 18 | +1   |                                       |
| 13   | La Equidad             | 22   | 19 | 5  | 7 | 7  | 20 | 26 | −6   |                                       |
| 14   | Águilas Doradas        | 21   | 19 | 5  | 6 | 8  | 18 | 27 | −9   |                                       |
| 15   | Patriotas              | 20   | 19 | 5  | 5 | 9  | 23 | 29 | −6   | Descenso a la Primera B por promedio. |
| 16   | Alianza F. C.          | 17   | 19 | 4  | 5 | 10 | 17 | 25 | −8   |                                       |
| 17   | Deportivo Cali         | 17   | 19 | 4  | 5 | 10 | 15 | 28 | −13  |                                       |
| 18   | Jaguares               | 15   | 19 | 3  | 6 | 10 | 9  | 24 | −15  | Descenso a la Primera B por promedio. |
| 19   | Boyacá Chicó           | 15   | 19 | 4  | 3 | 12 | 13 | 34 | −21  |                                       |
| 20   | Envigado F. C.         | 13   | 19 | 3  | 4 | 12 | 9  | 25 | −16  |                                       |

 Fuente: Dimayor

#### Evolución de la clasificación
| Equipo                 | Jornada | Jornada | Jornada | Jornada | Jornada | Jornada | Jornada | Jornada | Jornada | Jornada | Jornada | Jornada | Jornada | Jornada | Jornada | Jornada | Jornada | Jornada | Jornada | Jornada |
| Equipo                 | 1       | 2       | 3       | 4       | 5       | 6       | 7       | 8       | 9       | 10      | 11      | 12      | 13      | 14      | 15      | 16      | 17      | 18      | 19      |         |
| ---------------------- | ------- | ------- | ------- | ------- | ------- | ------- | ------- | ------- | ------- | ------- | ------- | ------- | ------- | ------- | ------- | ------- | ------- | ------- | ------- | ------- |
| Santa Fe               | 5       | 2       | 6       | 5       | 5       | 4       | 4       | 5       | 6       | 8       | 5       | 4       | 3       | 2       | 3       | 3       | 1       | 1       | 1       |         |
| América de Cali        | 3       | 8       | 4       | 6       | 6       | 7       | 8       | 9       | 5       | 2       | 2       | 2       | 1       | 1       | 1       | 1       | 2       | 2       | 2       |         |
| Millonarios            | 9       | 7       | 11      | 8       | 9       | 10      | 12      | 10      | 10      | 6       | 7       | 6       | 5       | 6       | 5       | 2       | 4       | 3       | 3       |         |
| Deportes Tolima        | 8       | 6       | 7       | 13      | 7       | 6       | 9       | 4       | 4       | 3       | 3       | 3       | 6       | 5       | 6       | 6       | 3       | 5       | 4       |         |
| Atlético Nacional      | 1       | 1       | 2       | 4       | 3       | 2       | 3       | 2       | 2       | 5       | 6       | 5       | 4       | 4       | 4       | 4       | 5       | 4       | 5       |         |
| Junior                 | 18      | 11      | 9       | 11      | 13      | 8       | 6       | 6       | 8       | 10      | 12      | 11      | 8       | 9       | 7       | 7       | 7       | 7       | 6       |         |
| Once Caldas            | 6       | 3       | 1       | 2       | 2       | 3       | 1       | 1       | 1       | 1       | 1       | 1       | 2       | 3       | 2       | 5       | 6       | 6       | 7       |         |
| Deportivo Pasto        | 14      | 17      | 12      | 12      | 15      | 17      | 18      | 11      | 7       | 7       | 9       | 8       | 10      | 8       | 8       | 9       | 9       | 8       | 8       |         |
| Independiente Medellín | 11      | 14      | 13      | 10      | 12      | 12      | 13      | 13      | 15      | 16      | 16      | 14      | 15      | 13      | 11      | 10      | 10      | 10      | 9       |         |
| Atlético Bucaramanga   | 7       | 12      | 10      | 15      | 16      | 18      | 14      | 15      | 16      | 13      | 10      | 10      | 11      | 11      | 10      | 12      | 12      | 11      | 10      |         |
| Fortaleza CEIF         | 10      | 5       | 3       | 1       | 1       | 1       | 2       | 3       | 3       | 4       | 4       | 7       | 7       | 7       | 9       | 8       | 8       | 9       | 11      |         |
| Deportivo Pereira      | 2       | 4       | 8       | 7       | 10      | 11      | 11      | 14      | 14      | 12      | 14      | 15      | 12      | 14      | 12      | 11      | 11      | 12      | 12      |         |
| La Equidad             | 15      | 9       | 5       | 3       | 4       | 5       | 5       | 7       | 9       | 11      | 11      | 13      | 13      | 12      | 14      | 13      | 13      | 13      | 13      |         |
| Águilas Doradas        | 16      | 19      | 14      | 14      | 8       | 9       | 7       | 8       | 11      | 9       | 8       | 9       | 9       | 10      | 13      | 14      | 14      | 15      | 14      |         |
| Patriotas              | 13      | 16      | 19      | 19      | 20      | 15      | 15      | 17      | 13      | 15      | 13      | 12      | 14      | 15      | 15      | 15      | 15      | 14      | 15      |         |
| Alianza F. C.          | 19      | 20      | 16      | 16      | 14      | 14      | 10      | 12      | 12      | 14      | 15      | 16      | 16      | 16      | 17      | 17      | 17      | 16      | 16      |         |
| Deportivo Cali         | 20      | 13      | 15      | 9       | 11      | 13      | 16      | 16      | 17      | 17      | 18      | 17      | 17      | 17      | 16      | 16      | 16      | 17      | 17      |         |
| Jaguares               | 12      | 15      | 18      | 17      | 18      | 20      | 20      | 20      | 20      | 18      | 19      | 18      | 18      | 18      | 18      | 18      | 18      | 18      | 18      |         |
| Boyacá Chicó           | 17      | 18      | 20      | 20      | 19      | 19      | 19      | 19      | 18      | 19      | 17      | 19      | 19      | 19      | 19      | 19      | 19      | 19      | 19      |         |
| Envigado F. C.         | 4       | 10      | 17      | 18      | 17      | 16      | 17      | 18      | 19      | 20      | 20      | 20      | 20      | 20      | 20      | 20      | 20      | 20      | 20      |         |

1. 1 2  El partido Santa Fe vs. Independiente Medellín por la quinta (5ª) fecha fue aplazado y se jugó el 18 de octubre, durante la disputa de la decimocuarta (14ª) fecha.
2. 1 2  El partido Santa Fe vs. Deportivo Pereira por la séptima (7ª) fecha fue aplazado y se jugó el 3 de octubre, días antes de la disputa de la decimotercera (13ª) fecha.
3. 1 2  El partido Santa Fe vs. Boyacá Chicó por la novena (9ª) fecha fue aplazado y se jugó el 10 de octubre, días antes de la disputa de la decimocuarta (14ª) fecha.
4. 1 2 3 4  Los partidos Atlético Nacional vs. Junior y Santa Fe vs. Alianza F. C. por la décima (10ª) fecha fueron aplazados y se jugaron el 26 de septiembre, días antes de la disputa de la duodécima (12ª) fecha.
5. 1 2  El partido América de Cali vs. Deportes Tolima por la tercera (3ª) fecha fue aplazado y se jugó el 11 de septiembre, días antes de la disputa de la décima (10ª) fecha.
6. 1 2  El partido América de Cali vs. Millonarios por la quinta (5ª) fecha fue aplazado y se jugó el 11 de octubre, días antes de la disputa de la decimocuarta (14ª) fecha.
7. 1 2  El partido América de Cali vs. Envigado F. C. por la séptima (7ª) fecha fue adelantado y se jugó el 25 de julio, días antes de la disputa de la tercera (3ª) fecha.
8. 1 2  El partido La Equidad vs. América de Cali por la octava (8ª) fecha fue aplazado y se jugó el 20 de octubre, días antes de la disputa de la decimoquinta (15ª) fecha.
9. 1 2  El partido Millonarios vs. Atlético Nacional por la sexta (6ª) fecha fue adelantado y se jugó el 24 de julio, días antes de la disputa de la tercera (3ª) fecha.
10. 1 2  El partido Atlético Nacional vs. Deportivo Cali por la séptima (7ª) fecha fue aplazado y se jugó el 9 de octubre, días antes de la disputa de la decimocuarta (14ª) fecha.
11. 1 2  El partido Atlético Nacional vs. La Equidad por la novena (9ª) fecha fue adelantado y se jugó el 30 de julio, días antes de la disputa de la cuarta (4ª) fecha.
12. 1 2  El partido Deportivo Pasto vs. Junior por la quinta (5ª) fecha fue aplazado y se jugó el 28 de agosto, días antes de la disputa de la octava (8ª) fecha.
13. 1 2 3 4  Los partidos Junior vs. Deportivo Pereira y Águilas Doradas vs. Atlético Bucaramanga por la novena (9ª) fecha fueron aplazados y se jugaron el 20 de octubre, días antes de la disputa de la decimoquinta (15ª) fecha.
14. 1 2  El partido Envigado F. C. vs. Deportivo Pasto por la sexta (6ª) fecha fue aplazado y se jugó el 9 de octubre, días antes de la disputa de la decimocuarta (14ª) fecha.
15. 1 2  El partido Independiente Medellín vs. Boyacá Chicó por la sexta (6ª) fecha fue adelantado y se jugó el 31 de julio, días antes de la disputa de la cuarta (4ª) fecha.
16. 1 2  El partido Independiente Medellín vs. Alianza F. C. por la octava (8ª) fecha fue aplazado y se jugó el 10 de octubre, días antes de la disputa de la decimocuarta (14ª) fecha.
17. 1 2  El partido Deportivo Pereira vs. Alianza F. C. por la sexta (6ª) fecha fue aplazado y se jugó el 12 de septiembre, días antes de la disputa de la décima (10ª) fecha.
18. 1 2  El partido Envigado F. C. vs. Águilas Doradas por la octava (8ª) fecha fue aplazado y se jugó el 24 de octubre, días antes de la disputa de la decimoquinta (15ª) fecha.
19. 1 2  El partido Boyacá Chicó vs. Envigado F. C. por la tercera (3ª) fecha fue aplazado y se jugó el 18 de agosto, durante la disputa de la sexta (6ª) fecha.

### Resultados
- La hora de cada encuentro corresponde al huso horario que rige a Colombia (UTC-5)

Nota: Los horarios se definen la semana previa a cada jornada. Todos los partidos son transmitidos en vivo por Win+ Fútbol (antes Win Sports+). El canal Win Sports transmite 5 partidos en vivo por fecha.
| Boyacá Chicó           | 0 : 1 | Once Caldas       | La Independencia             | 15 de julio | 20:15 | Win Sports y Win+ Fútbol |
| Envigado F. C.         | 2 : 1 | La Equidad        | Polideportivo Sur            | 16 de julio | 16:00 | Win Sports y Win+ Fútbol |
| Águilas Doradas        | 1 : 2 | América de Cali   | Alberto Grisales             | 16 de julio | 18:10 | Win+ Fútbol              |
| Deportivo Cali         | 0 : 2 | Deportivo Pereira | Deportivo Cali               | 16 de julio | 20:20 | Win+ Fútbol              |
| Santa Fe               | 2 : 1 | Deportivo Pasto   | Nemesio Camacho El Campín    | 17 de julio | 18:00 | Win Sports y Win+ Fútbol |
| Alianza F. C.          | 0 : 2 | Atlético Nacional | Armando Maestre Pavajeau     | 17 de julio | 20:10 | Win+ Fútbol              |
| Atlético Bucaramanga   | 1 : 0 | Junior            | Américo Montanini            | 18 de julio | 18:00 | Win+ Fútbol              |
| Independiente Medellín | 1 : 1 | Millonarios       | Atanasio Girardot            | 18 de julio | 20:10 | Win+ Fútbol              |
| Jaguares               | 0 : 0 | Patriotas         | Jaraguay                     | 19 de julio | 17:00 | Win Sports y Win+ Fútbol |
| Fortaleza CEIF         | 1 : 1 | Deportes Tolima   | Parque Estadio Olaya Herrera | 19 de julio | 19:30 | Win Sports y Win+ Fútbol |

| Envigado F. C.    | 0 : 1 | Santa Fe               | Polideportivo Sur              | 20 de julio | 16:00 | Win Sports y Win+ Fútbol |
| Once Caldas       | 1 : 0 | Águilas Doradas        | Palogrande                     | 20 de julio | 18:30 | Win+ Fútbol              |
| Millonarios       | 1 : 0 | Atlético Bucaramanga   | Nemesio Camacho El Campín      | 21 de julio | 15:30 | Win+ Fútbol              |
| Atlético Nacional | 2 : 1 | América de Cali        | Atanasio Girardot              | 21 de julio | 17:45 | Win+ Fútbol              |
| Junior            | 2 : 1 | Boyacá Chicó           | Metropolitano Roberto Meléndez | 21 de julio | 20:00 | Win Sports y Win+ Fútbol |
| Deportivo Cali    | 1 : 0 | Alianza F. C.          | Deportivo Cali                 | 22 de julio | 18:00 | Win+ Fútbol              |
| Deportivo Pereira | 1 : 1 | Independiente Medellín | Hernán Ramírez Villegas        | 22 de julio | 20:00 | Win Sports y Win+ Fútbol |
| Patriotas         | 0 : 2 | Fortaleza CEIF         | La Independencia               | 23 de julio | 16:00 | Win Sports y Win+ Fútbol |
| La Equidad        | 1 : 0 | Jaguares               | Parque Estadio Olaya Herrera   | 23 de julio | 18:10 | Win Sports y Win+ Fútbol |
| Deportes Tolima   | 2 : 1 | Deportivo Pasto        | Manuel Murillo Toro            | 23 de julio | 20:20 | Win+ Fútbol              |

| Once Caldas            | 2 : 0 | Atlético Nacional | Palogrande                   | 27 de julio      | 16:00 | Win+ Fútbol              |
| Santa Fe               | 0 : 1 | La Equidad        | Nemesio Camacho El Campín    | 27 de julio      | 18:10 | Win+ Fútbol              |
| Independiente Medellín | 0 : 0 | Junior            | Atanasio Girardot            | 27 de julio      | 20:20 | Win+ Fútbol              |
| Atlético Bucaramanga   | 0 : 0 | Jaguares          | Américo Montanini            | 28 de julio      | 15:00 | Win+ Fútbol              |
| Alianza F. C.          | 2 : 1 | Millonarios       | Armando Maestre Pavajeau     | 28 de julio      | 17:30 | Win+ Fútbol              |
| Deportivo Pasto        | 2 : 0 | Deportivo Pereira | Departamental Libertad       | 29 de julio      | 18:00 | Win Sports y Win+ Fútbol |
| Fortaleza CEIF         | 2 : 1 | Deportivo Cali    | Parque Estadio Olaya Herrera | 29 de julio      | 20:10 | Win Sports y Win+ Fútbol |
| Águilas Doradas        | 3 : 2 | Patriotas         | Arturo Cumplido Sierra       | 30 de julio      | 18:00 | Win Sports y Win+ Fútbol |
| Boyacá Chicó           | 0 : 0 | Envigado F. C.    | La Independencia             | 18 de agosto     | 20:00 | Win+ Fútbol              |
| América de Cali        | 1 : 0 | Deportes Tolima   | Bello Horizonte - Rey Pelé   | 11 de septiembre | 18:00 | Win+ Fútbol              |

| Millonarios          | 1 : 0 | Deportes Tolima        | Nemesio Camacho El Campín      | 2 de agosto | 20:00 | Win+ Fútbol              |
| Envigado F. C.       | 0 : 1 | Fortaleza CEIF         | Polideportivo Sur              | 3 de agosto | 15:00 | Win Sports y Win+ Fútbol |
| Jaguares             | 0 : 0 | Deportivo Pasto        | Jaraguay                       | 3 de agosto | 17:00 | Win Sports y Win+ Fútbol |
| La Equidad           | 1 : 1 | Once Caldas            | Parque Estadio Olaya Herrera   | 3 de agosto | 19:20 | Win Sports y Win+ Fútbol |
| Patriotas            | 1 : 1 | América de Cali        | La Independencia               | 4 de agosto | 15:30 | Win+ Fútbol              |
| Junior               | 2 : 2 | Alianza F. C.          | Metropolitano Roberto Meléndez | 4 de agosto | 17:45 | Win+ Fútbol              |
| Deportivo Cali       | 2 : 0 | Independiente Medellín | Deportivo Cali                 | 4 de agosto | 19:50 | Win Sports y Win+ Fútbol |
| Atlético Nacional    | 1 : 1 | Águilas Doradas        | Atanasio Girardot              | 5 de agosto | 20:00 | Win+ Fútbol              |
| Deportivo Pereira    | 1 : 0 | Boyacá Chicó           | Hernán Ramírez Villegas        | 6 de agosto | 20:00 | Win Sports y Win+ Fútbol |
| Atlético Bucaramanga | 0 : 1 | Santa Fe               | Américo Montanini              | 7 de agosto | 19:00 | Win+ Fútbol              |

| Atlético Nacional | 3 : 1 | Patriotas              | Atanasio Girardot            | 10 de agosto  | 15:30 | Win+ Fútbol              |
| Deportes Tolima   | 5 : 1 | La Equidad             | Manuel Murillo Toro          | 10 de agosto  | 17:45 | Win Sports y Win+ Fútbol |
| Boyacá Chicó      | 1 : 0 | Deportivo Cali         | La Independencia             | 10 de agosto  | 20:00 | Win+ Fútbol              |
| Once Caldas       | 2 : 1 | Atlético Bucaramanga   | Palogrande                   | 11 de agosto  | 17:45 | Win+ Fútbol              |
| Alianza F. C.     | 1 : 1 | Envigado F. C.         | Armando Maestre Pavajeau     | 11 de agosto  | 20:00 | Win Sports y Win+ Fútbol |
| Fortaleza CEIF    | 1 : 0 | Deportivo Pereira      | Parque Estadio Olaya Herrera | 12 de agosto  | 20:00 | Win Sports y Win+ Fútbol |
| Águilas Doradas   | 1 : 0 | Jaguares               | Arturo Cumplido Sierra       | 13 de agosto  | 19:30 | Win Sports y Win+ Fútbol |
| Deportivo Pasto   | 1 : 0 | Junior                 | Departamental Libertad       | 28 de agosto  | 20:30 | Win+ Fútbol              |
| América de Cali   | 2 : 1 | Millonarios            | Olímpico Pascual Guerrero    | 11 de octubre | 19:30 | Win+ Fútbol              |
| Santa Fe          | 1 : 1 | Independiente Medellín | Nemesio Camacho El Campín    | 18 de octubre | 19:00 | Win+ Fútbol              |

| Millonarios            | 1 : 2 | Atlético Nacional | Nemesio Camacho El Campín      | 24 de julio      | 20:00 | Win+ Fútbol              |
| Independiente Medellín | 1 : 0 | Boyacá Chicó      | Atanasio Girardot              | 31 de julio      | 20:10 | Win Sports y Win+ Fútbol |
| Junior                 | 2 : 1 | Fortaleza CEIF    | Metropolitano Roberto Meléndez | 17 de agosto     | 18:05 | Win+ Fútbol              |
| La Equidad             | 0 : 0 | Águilas Doradas   | Parque Estadio Olaya Herrera   | 17 de agosto     | 20:10 | Win+ Fútbol              |
| Atlético Bucaramanga   | 1 : 2 | América de Cali   | Américo Montanini              | 18 de agosto     | 17:45 | Win+ Fútbol              |
| Patriotas              | 3 : 1 | Once Caldas       | La Independencia               | 19 de agosto     | 16:00 | Win Sports y Win+ Fútbol |
| Jaguares               | 0 : 2 | Deportes Tolima   | Jaraguay                       | 19 de agosto     | 18:15 | Win+ Fútbol              |
| Deportivo Cali         | 1 : 3 | Santa Fe          | Deportivo Cali                 | 20 de agosto     | 19:00 | Win+ Fútbol              |
| Deportivo Pereira      | 1 : 0 | Alianza F. C.     | Hernán Ramírez Villegas        | 12 de septiembre | 19:30 | Win+ Fútbol              |
| Envigado F. C.         | 0 : 1 | Deportivo Pasto   | Polideportivo Sur              | 9 de octubre     | 16:00 | Win Sports y Win+ Fútbol |

| América de Cali   | 4 : 0 | Envigado F. C.         | Francisco Rivera Escobar     | 25 de julio  | 16:00 | Win+ Fútbol              |
| Deportivo Pasto   | 1 : 2 | Atlético Bucaramanga   | Departamental Libertad       | 23 de agosto | 19:30 | Win+ Fútbol              |
| Patriotas         | 0 : 0 | La Equidad             | La Independencia             | 24 de agosto | 15:00 | Win Sports y Win+ Fútbol |
| Alianza F. C.     | 4 : 0 | Boyacá Chicó           | Armando Maestre Pavajeau     | 24 de agosto | 17:15 | Win+ Fútbol              |
| Deportes Tolima   | 0 : 1 | Junior                 | Manuel Murillo Toro          | 24 de agosto | 19:30 | Win+ Fútbol              |
| Águilas Doradas   | 2 : 1 | Millonarios            | Arturo Cumplido Sierra       | 25 de agosto | 17:30 | Win+ Fútbol              |
| Once Caldas       | 2 : 0 | Jaguares               | Palogrande                   | 25 de agosto | 19:40 | Win+ Fútbol              |
| Fortaleza CEIF    | 2 : 2 | Independiente Medellín | Parque Estadio Olaya Herrera | 26 de agosto | 20:00 | Win Sports y Win+ Fútbol |
| Santa Fe          | 1 : 1 | Deportivo Pereira      | Nemesio Camacho El Campín    | 3 de octubre | 20:10 | Win Sports y Win+ Fútbol |
| Atlético Nacional | 1 : 1 | Deportivo Cali         | Atanasio Girardot            | 9 de octubre | 19:30 | Win+ Fútbol              |

| Jaguares               | 0 : 2        | Atlético Nacional | Jaraguay                       | 31 de agosto    | 16:15 | Win+ Fútbol              |
| Boyacá Chicó           | 2 : 2        | Fortaleza CEIF    | La Independencia               | 31 de agosto    | 20:00 | Win Sports y Win+ Fútbol |
| Atlético Bucaramanga   | 0 : 2        | Deportes Tolima   | Américo Montanini              | 1 de septiembre | 15:00 | Win+ Fútbol              |
| Millonarios            | 3 : 0        | Patriotas         | Bello Horizonte - Rey Pelé     | 1 de septiembre | 17:10 | Win+ Fútbol              |
| Junior                 | 1 : 1        | Santa Fe          | Metropolitano Roberto Meléndez | 1 de septiembre | 19:20 | Win+ Fútbol              |
| Deportivo Cali         | 0 : 3 (W.O.) | Deportivo Pasto   | Deportivo Cali                 | 2 de septiembre | 19:30 | Win+ Fútbol              |
| Deportivo Pereira      | 0 : 1        | Once Caldas       | Hernán Ramírez Villegas        | 3 de septiembre | 18:00 | Win+ Fútbol              |
| Independiente Medellín | 2 : 0        | Alianza F. C.     | Atanasio Girardot              | 10 de octubre   | 18:30 | Win+ Fútbol              |
| La Equidad             | 2 : 2        | América de Cali   | Nemesio Camacho El Campín      | 20 de octubre   | 15:45 | Win+ Fútbol              |
| Envigado F. C.         | 3 : 0        | Águilas Doradas   | Polideportivo Sur              | 24 de octubre   | 16:00 | Win Sports y Win+ Fútbol |

| Atlético Nacional | 0 : 1 | La Equidad             | Atanasio Girardot              | 30 de julio     | 20:10 | Win+ Fútbol              |
| Patriotas         | 2 : 0 | Envigado F. C.         | La Independencia               | 7 de septiembre | 14:00 | Win+ Fútbol              |
| América de Cali   | 1 : 0 | Jaguares               | Bello Horizonte - Rey Pelé     | 7 de septiembre | 16:10 | Win+ Fútbol              |
| Deportes Tolima   | 1 : 1 | Deportivo Cali         | Manuel Murillo Toro            | 7 de septiembre | 18:20 | Win+ Fútbol              |
| Once Caldas       | 1 : 1 | Millonarios            | Palogrande                     | 8 de septiembre | 15:00 | Win+ Fútbol              |
| Alianza F. C.     | 1 : 1 | Fortaleza CEIF         | Armando Maestre Pavajeau       | 8 de septiembre | 17:10 | Win+ Fútbol              |
| Deportivo Pasto   | 1 : 0 | Independiente Medellín | Departamental Libertad         | 8 de septiembre | 19:20 | Win+ Fútbol              |
| Santa Fe          | 3 : 1 | Boyacá Chicó           | Nemesio Camacho El Campín      | 10 de octubre   | 20:30 | Win+ Fútbol              |
| Junior            | 3 : 1 | Deportivo Pereira      | Metropolitano Roberto Meléndez | 20 de octubre   | 17:45 | Win Sports y Win+ Fútbol |
| Águilas Doradas   | 1 : 3 | Atlético Bucaramanga   | Arturo Cumplido Sierra         | 20 de octubre   | 20:00 | Win Sports y Win+ Fútbol |

| Patriotas         | 1 : 2        | Atlético Bucaramanga   | La Independencia           | 13 de septiembre | 16:00 | Win Sports y Win+ Fútbol |
| Jaguares          | 2 : 1        | Envigado F. C.         | Jaraguay                   | 13 de septiembre | 18:30 | Win Sports y Win+ Fútbol |
| Once Caldas       | 4 : 1        | Deportivo Cali         | Palogrande                 | 14 de septiembre | 16:10 | Win Sports y Win+ Fútbol |
| Deportes Tolima   | 2 : 1        | Boyacá Chicó           | Manuel Murillo Toro        | 14 de septiembre | 18:20 | Win Sports y Win+ Fútbol |
| Fortaleza CEIF    | 0 : 0        | Deportivo Pasto        | Metropolitano de Techo     | 14 de septiembre | 20:30 | Win Sports               |
| Águilas Doradas   | 1 : 1        | Independiente Medellín | Arturo Cumplido Sierra     | 14 de septiembre | 20:30 | Win+ Fútbol              |
| América de Cali   | 1 : 0        | Deportivo Pereira      | Bello Horizonte - Rey Pelé | 15 de septiembre | 18:30 | Win+ Fútbol              |
| La Equidad        | 1 : 3        | Millonarios            | Metropolitano de Techo     | 15 de septiembre | 20:30 | Win+ Fútbol              |
| Santa Fe          | 2 : 0        | Alianza F. C.          | Nemesio Camacho El Campín  | 26 de septiembre | 18:30 | Win Sports y Win+ Fútbol |
| Atlético Nacional | 0 : 3 (W.O.) | Junior                 | Atanasio Girardot          | 26 de septiembre | 20:30 | Win+ Fútbol              |

| Deportivo Pereira      | 0 : 1 | Patriotas         | Hernán Ramírez Villegas        | 20 de septiembre | 20:00 | Win Sports y Win+ Fútbol |
| Envigado F. C.         | 0 : 1 | Once Caldas       | Polideportivo Sur              | 21 de septiembre | 15:15 | Win Sports y Win+ Fútbol |
| Deportivo Cali         | 1 : 1 | La Equidad        | Deportivo Cali                 | 21 de septiembre | 17:45 | Win+ Fútbol              |
| Fortaleza CEIF         | 1 : 3 | Santa Fe          | Metropolitano de Techo         | 21 de septiembre | 20:00 | Win Sports y Win+ Fútbol |
| Independiente Medellín | 0 : 1 | Deportes Tolima   | Atanasio Girardot              | 22 de septiembre | 14:00 | Win+ Fútbol              |
| Boyacá Chicó           | 1 : 0 | Deportivo Pasto   | La Independencia               | 22 de septiembre | 16:10 | Win Sports y Win+ Fútbol |
| Alianza F. C.          | 0 : 1 | América de Cali   | Armando Maestre Pavajeau       | 22 de septiembre | 18:20 | Win+ Fútbol              |
| Junior                 | 3 : 4 | Águilas Doradas   | Metropolitano Roberto Meléndez | 22 de septiembre | 20:30 | Win+ Fútbol              |
| Atlético Bucaramanga   | 1 : 0 | Atlético Nacional | Américo Montanini              | 23 de septiembre | 20:10 | Win+ Fútbol              |
| Millonarios            | 0 : 0 | Jaguares          | Nemesio Camacho El Campín      | 25 de septiembre | 20:30 | Win Sports y Win+ Fútbol |

| Águilas Doradas   | 1 : 1 | Deportivo Pereira      | Arturo Cumplido Sierra    | 27 de septiembre | 17:15 | Win Sports y Win+ Fútbol |
| La Equidad        | 0 : 1 | Atlético Bucaramanga   | Metropolitano de Techo    | 28 de septiembre | 14:00 | Win+ Fútbol              |
| Once Caldas       | 0 : 2 | Independiente Medellín | Palogrande                | 28 de septiembre | 16:10 | Win Sports y Win+ Fútbol |
| América de Cali   | 1 : 1 | Fortaleza CEIF         | Olímpico Pascual Guerrero | 28 de septiembre | 18:20 | Win+ Fútbol              |
| Millonarios       | 3 : 0 | Envigado F. C.         | Nemesio Camacho El Campín | 28 de septiembre | 20:30 | Win+ Fútbol              |
| Atlético Nacional | 6 : 2 | Boyacá Chicó           | Atanasio Girardot         | 29 de septiembre | 14:00 | Win+ Fútbol              |
| Jaguares          | 1 : 1 | Junior                 | Jaraguay                  | 29 de septiembre | 16:10 | Win+ Fútbol              |
| Deportes Tolima   | 0 : 0 | Santa Fe               | Manuel Murillo Toro       | 29 de septiembre | 18:20 | Win Sports y Win+ Fútbol |
| Deportivo Pasto   | 1 : 0 | Alianza F. C.          | Departamental Libertad    | 29 de septiembre | 20:30 | Win Sports y Win+ Fútbol |
| Patriotas         | 2 : 2 | Deportivo Cali         | La Independencia          | 30 de septiembre | 16:00 | Win Sports y Win+ Fútbol |

| Deportivo Cali         | 0 : 1 | Millonarios          | Deportivo Cali                 | 4 de octubre | 19:40 | Win+ Fútbol              |
| Envigado F. C.         | 0 : 0 | Atlético Bucaramanga | Polideportivo Sur              | 5 de octubre | 14:00 | Win+ Fútbol              |
| Boyacá Chicó           | 0 : 2 | América de Cali      | La Independencia               | 5 de octubre | 16:10 | Win Sports y Win+ Fútbol |
| Deportivo Pasto        | 1 : 2 | Atlético Nacional    | Departamental Libertad         | 5 de octubre | 18:20 | Win+ Fútbol              |
| Alianza F. C.          | 1 : 0 | Once Caldas          | Armando Maestre Pavajeau       | 5 de octubre | 20:30 | Win Sports y Win+ Fútbol |
| Independiente Medellín | 0 : 0 | La Equidad           | Atanasio Girardot              | 6 de octubre | 15:00 | Win Sports y Win+ Fútbol |
| Santa Fe               | 0 : 0 | Águilas Doradas      | Nemesio Camacho El Campín      | 6 de octubre | 17:10 | Win Sports y Win+ Fútbol |
| Junior                 | 2 : 1 | Patriotas            | Metropolitano Roberto Meléndez | 6 de octubre | 19:20 | Win+ Fútbol              |
| Fortaleza CEIF         | 3 : 1 | Jaguares             | Metropolitano de Techo         | 7 de octubre | 18:00 | Win+ Fútbol              |
| Deportivo Pereira      | 1 : 0 | Deportes Tolima      | Hernán Ramírez Villegas        | 7 de octubre | 20:00 | Win+ Fútbol              |

| La Equidad           | 1 : 0 | Junior                 | Metropolitano de Techo    | 12 de octubre | 17:45 | Win Sports y Win+ Fútbol |
| Atlético Bucaramanga | 1 : 1 | Deportivo Pereira      | Américo Montanini         | 12 de octubre | 20:00 | Win Sports y Win+ Fútbol |
| Águilas Doradas      | 1 : 1 | Deportivo Cali         | Arturo Cumplido Sierra    | 13 de octubre | 19:30 | Win+ Fútbol              |
| Patriotas            | 1 : 2 | Santa Fe               | La Independencia          | 14 de octubre | 14:00 | Win Sports y Win+ Fútbol |
| Once Caldas          | 2 : 1 | Deportivo Pasto        | Palogrande                | 14 de octubre | 16:10 | Win Sports y Win+ Fútbol |
| América de Cali      | 1 : 0 | Independiente Medellín | Olímpico Pascual Guerrero | 14 de octubre | 18:20 | Win+ Fútbol              |
| Atlético Nacional    | 2 : 1 | Envigado F. C.         | Atanasio Girardot         | 14 de octubre | 20:30 | Win+ Fútbol              |
| Jaguares             | 1 : 0 | Boyacá Chicó           | Jaraguay                  | 15 de octubre | 17:45 | Win+ Fútbol              |
| Millonarios          | 2 : 1 | Fortaleza CEIF         | Nemesio Camacho El Campín | 16 de octubre | 20:05 | Win+ Fútbol              |
| Deportes Tolima      | 2 : 0 | Alianza F. C.          | Manuel Murillo Toro       | 19 de octubre | 19:10 | Win+ Fútbol              |

| Deportes Tolima        | 1 : 1 | Once Caldas          | Manuel Murillo Toro            | 25 de octubre | 18:30 | Win+ Fútbol              |
| Alianza F. C.          | 1 : 1 | Patriotas            | Armando Maestre Pavajeau       | 26 de octubre | 17:15 | Win Sports y Win+ Fútbol |
| Santa Fe               | 0 : 1 | Millonarios          | Nemesio Camacho El Campín      | 26 de octubre | 19:30 | Win+ Fútbol              |
| Fortaleza CEIF         | 0 : 1 | Atlético Nacional    | Nemesio Camacho El Campín      | 27 de octubre | 14:00 | Win+ Fútbol              |
| Deportivo Cali         | 1 : 0 | Atlético Bucaramanga | Deportivo Cali                 | 27 de octubre | 16:10 | Win Sports y Win+ Fútbol |
| Junior                 | 3 : 1 | América de Cali      | Metropolitano Roberto Meléndez | 27 de octubre | 18:20 | Win+ Fútbol              |
| Independiente Medellín | 4 : 1 | Jaguares             | Atanasio Girardot              | 28 de octubre | 20:15 | Win+ Fútbol              |
| Boyacá Chicó           | 1 : 0 | La Equidad           | La Independencia               | 29 de octubre | 16:00 | Win Sports y Win+ Fútbol |
| Deportivo Pasto        | 3 : 1 | Águilas Doradas      | Departamental Libertad         | 29 de octubre | 18:05 | Win Sports y Win+ Fútbol |
| Deportivo Pereira      | 2 : 0 | Envigado F. C.       | Hernán Ramírez Villegas        | 29 de octubre | 20:10 | Win Sports y Win+ Fútbol |

| Jaguares             | 1 : 2 | Deportivo Pereira      | Jaraguay                  | 1 de noviembre | 17:00 | Win Sports y Win+ Fútbol |
| Once Caldas          | 0 : 2 | Fortaleza CEIF         | Palogrande                | 1 de noviembre | 20:00 | Win+ Fútbol              |
| La Equidad           | 3 : 2 | Alianza F. C.          | Metropolitano de Techo    | 2 de noviembre | 14:00 | Win+ Fútbol              |
| Envigado F. C.       | 0 : 0 | Junior                 | Polideportivo Sur         | 2 de noviembre | 16:00 | Win Sports y Win+ Fútbol |
| Águilas Doradas      | 0 : 1 | Deportes Tolima        | Arturo Cumplido Sierra    | 2 de noviembre | 18:30 | Win Sports y Win+ Fútbol |
| Patriotas            | 3 : 0 | Boyacá Chicó           | La Independencia          | 3 de noviembre | 14:00 | Win Sports y Win+ Fútbol |
| América de Cali      | 0 : 1 | Deportivo Cali         | Olímpico Pascual Guerrero | 3 de noviembre | 16:10 | Win+ Fútbol              |
| Millonarios          | 1 : 0 | Deportivo Pasto        | Nemesio Camacho El Campín | 3 de noviembre | 18:20 | Win+ Fútbol              |
| Atlético Bucaramanga | 2 : 3 | Independiente Medellín | Américo Montanini         | 3 de noviembre | 20:30 | Win Sports y Win+ Fútbol |
| Atlético Nacional    | 1 : 1 | Santa Fe               | Atanasio Girardot         | 4 de noviembre | 20:15 | Win+ Fútbol              |

| Fortaleza CEIF         | 2 : 1 | La Equidad           | Metropolitano de Techo         | 5 de noviembre | 19:30 | Win Sports y Win+ Fútbol |
| Boyacá Chicó           | 1 : 1 | Atlético Bucaramanga | La Independencia               | 6 de noviembre | 14:30 | Win Sports y Win+ Fútbol |
| Alianza F. C.          | 3 : 0 | Águilas Doradas      | Armando Maestre Pavajeau       | 6 de noviembre | 16:30 | Win Sports y Win+ Fútbol |
| Deportes Tolima        | 3 : 0 | Envigado F. C.       | Manuel Murillo Toro            | 6 de noviembre | 18:30 | Win Sports y Win+ Fútbol |
| Deportivo Cali         | 1 : 2 | Jaguares             | Deportivo Cali                 | 6 de noviembre | 20:30 | Win+ Fútbol              |
| Independiente Medellín | 3 : 0 | Patriotas            | Atanasio Girardot              | 6 de noviembre | 20:30 | Win Sports               |
| Junior                 | 0 : 0 | Millonarios          | Metropolitano Roberto Meléndez | 7 de noviembre | 16:50 | Win+ Fútbol              |
| Deportivo Pasto        | 3 : 1 | América de Cali      | Departamental Libertad         | 7 de noviembre | 18:45 | Win+ Fútbol              |
| Deportivo Pereira      | 1 : 1 | Atlético Nacional    | Hernán Ramírez Villegas        | 7 de noviembre | 20:45 | Win+ Fútbol              |
| Santa Fe               | 2 : 1 | Once Caldas          | Nemesio Camacho El Campín      | 8 de noviembre | 20:20 | Win+ Fútbol              |

| Atlético Bucaramanga | 1 : 0 | Fortaleza CEIF         | Américo Montanini         | 9 de noviembre  | 20:20 | Win Sports y Win+ Fútbol |
| Patriotas            | 2 : 1 | Deportes Tolima        | La Independencia          | 10 de noviembre | 14:00 | Win Sports y Win+ Fútbol |
| Envigado F. C.       | 1 : 0 | Deportivo Cali         | Polideportivo Sur         | 10 de noviembre | 16:10 | Win+ Fútbol              |
| Jaguares             | 0 : 0 | Alianza F. C.          | Jaraguay                  | 10 de noviembre | 16:10 | Win Sports               |
| Águilas Doradas      | 0 : 1 | Boyacá Chicó           | Arturo Cumplido Sierra    | 10 de noviembre | 18:20 | Win Sports y Win+ Fútbol |
| Millonarios          | 0 : 0 | Deportivo Pereira      | Nemesio Camacho El Campín | 10 de noviembre | 20:30 | Win+ Fútbol              |
| La Equidad           | 2 : 2 | Deportivo Pasto        | Metropolitano de Techo    | 11 de noviembre | 14:00 | Win Sports y Win+ Fútbol |
| Atlético Nacional    | 1 : 1 | Independiente Medellín | Atanasio Girardot         | 11 de noviembre | 16:10 | Win+ Fútbol              |
| Once Caldas          | 0 : 0 | Junior                 | Palogrande                | 11 de noviembre | 18:20 | Win+ Fútbol              |
| América de Cali      | 0 : 0 | Santa Fe               | Olímpico Pascual Guerrero | 11 de noviembre | 20:30 | Win+ Fútbol              |

| Junior                 | 3 : 0 | Deportivo Cali       | Metropolitano Roberto Meléndez | 14 de noviembre | 19:00 | Win+ Fútbol                                             |
| América de Cali        | 3 : 0 | Once Caldas          | Olímpico Pascual Guerrero      | 14 de noviembre | 19:00 | Win Sports, Win Play, Winsports.co y YouTube Win Sports |
| Alianza F. C.          | 0 : 4 | Atlético Bucaramanga | Armando Maestre Pavajeau       | 14 de noviembre | 19:00 | Win Sports, Win Play, Winsports.co y YouTube Win Sports |
| Santa Fe               | 3 : 0 | Jaguares             | Nemesio Camacho El Campín      | 14 de noviembre | 19:00 | Win Sports, Win Play, Winsports.co y YouTube Win Sports |
| Fortaleza CEIF         | 0 : 1 | Águilas Doradas      | Metropolitano de Techo         | 14 de noviembre | 19:00 | Win Sports, Win Play, Winsports.co y YouTube Win Sports |
| Boyacá Chicó           | 1 : 5 | Millonarios          | Bello Horizonte - Rey Pelé     | 14 de noviembre | 19:00 | Win Sports, Win Play, Winsports.co y YouTube Win Sports |
| Deportivo Pasto        | 3 : 2 | Patriotas            | Departamental Libertad         | 14 de noviembre | 19:00 | Win Sports, Win Play, Winsports.co y YouTube Win Sports |
| Deportivo Pereira      | 4 : 3 | La Equidad           | Hernán Ramírez Villegas        | 14 de noviembre | 19:00 | Win Sports, Win Play, Winsports.co y YouTube Win Sports |
| Deportes Tolima        | 1 : 0 | Atlético Nacional    | Manuel Murillo Toro            | 14 de noviembre | 19:00 | Win Sports, Win Play, Winsports.co y YouTube Win Sports |
| Independiente Medellín | 1 : 0 | Envigado F. C.       | Atanasio Girardot              | 14 de noviembre | 19:00 | Win Sports, Win Play, Winsports.co y YouTube Win Sports |

1. ↑  El partido entre Deportivo Pasto y Deportivo Pereira por la fecha 3, originalmente programado para el 28 de julio a las 19:45 horas, fue reprogramado para el 29 de julio a las 18:00 horas debido a que el equipo visitante tuvo dificultades para llegar a la ciudad de Pasto.[35]
2. ↑  El partido entre Deportivo Cali y Deportivo Pasto por la fecha 8 fue dado por finalizado con el marcador 0:2 a favor de Deportivo Pasto por invasión de campo por parte de hinchas del Deportivo Cali. Dado que el partido se dio por finalizado por falta de garantías, la Comisión Disciplinaria del campeonato sancionó al Deportivo Cali con pérdida del partido por «retirada o renuncia» y un marcador final de 0:3.[36][37]
3. ↑  El partido entre Atlético Nacional y Junior por la fecha 10 fue suspendido al minuto 56 de juego con el marcador 2:0 a favor de Atlético Nacional por incidentes en las tribunas del estadio.[38] Dado que el partido se dio por finalizado por falta de garantías, la Comisión Disciplinaria del campeonato sancionó al Atlético Nacional con pérdida del partido por «retirada o renuncia» y un marcador final de 0:3.[39][40]

## Cuadrangulares semifinales
- La hora de cada encuentro corresponde al huso horario que rige a Colombia (UTC-5).

La segunda fase del Torneo Finalización 2024 fueron los cuadrangulares semifinales. Estos los disputaron los ocho mejores equipos del torneo distribuidos en dos grupos de cuatro equipos. Los dos primeros de la fase todos contra todos fueron cabezas de los grupos A y B, respectivamente, mientras que los seis equipos restantes fueron sorteados según su posición para integrar los dos grupos: el tercero fue emparejado con el cuarto y lo sembró en el otro grupo y de igual manera con el quinto y sexto y el séptimo y octavo.
Tras tener cada grupo formado con sus cuatro equipos participantes, se llevaron a cabo enfrentamientos con el formato todos contra todos, a ida y vuelta, dando como resultado seis fechas en disputa. Los equipos ganadores de cada grupo al final de las seis fechas obtuvieron el cupo a la final del torneo.
En esta fase, los equipos cabeza de serie (Santa Fe y América de Cali) tuvieron ventaja deportiva sobre sus rivales de grupo dado que en caso de un empate en puntos, la posición sería decidida a favor del equipo cabeza de serie por haber ocupado la mejor posición en la fase todos contra todos.
|  |                                     |
|  | Clasificados a la final del torneo. |
|  | Eliminados.                         |

### Grupo A
| Pos. | Equipo            | Pts. | PJ | G | E | P | GF | GC | Dif. |  |
| ---- | ----------------- | ---- | -- | - | - | - | -- | -- | ---- |  |
| 1    | Atlético Nacional | 13   | 6  | 4 | 1 | 1 | 13 | 4  | +9   |  |
| 2    | Millonarios       | 12   | 6  | 3 | 3 | 0 | 7  | 4  | +3   |  |
| 3    | Deportivo Pasto   | 7    | 6  | 2 | 1 | 3 | 5  | 6  | −1   |  |
| 4    | Santa Fe          | 1    | 6  | 0 | 1 | 5 | 2  | 13 | −11  |  |

| Equipo / Jornada  | 1 | 2 | 3 | 4 | 5 | 6 |
| ----------------- | - | - | - | - | - | - |
| Atlético Nacional | 1 | 1 | 2 | 2 | 2 | 1 |
| Millonarios       | 2 | 2 | 1 | 1 | 1 | 2 |
| Deportivo Pasto   | 4 | 4 | 3 | 3 | 3 | 3 |
| Santa Fe          | 3 | 3 | 4 | 4 | 4 | 4 |

| Primera | Millonarios       | 2 : 1 | Deportivo Pasto   | Nemesio Camacho El Campín      | 20 de noviembre | 18:30 | Win+ Fútbol              |
| Primera | Atlético Nacional | 5 : 0 | Santa Fe          | Atanasio Girardot              | 20 de noviembre | 20:30 | Win+ Fútbol              |
| Segunda | Deportivo Pasto   | 0 : 1 | Atlético Nacional | Departamental Libertad         | 24 de noviembre | 15:00 | Win+ Fútbol              |
| Segunda | Santa Fe          | 0 : 1 | Millonarios       | Nemesio Camacho El Campín      | 26 de noviembre | 20:00 | Win+ Fútbol              |
| Tercera | Deportivo Pasto   | 1 : 0 | Santa Fe          | Departamental Libertad         | 29 de noviembre | 18:30 | Win Sports y Win+ Fútbol |
| Tercera | Millonarios       | 2 : 1 | Atlético Nacional | Nemesio Camacho El Campín      | 29 de noviembre | 20:00 | Win+ Fútbol              |
| Cuarta  | Santa Fe          | 1 : 2 | Deportivo Pasto   | Nemesio Camacho El Campín      | 2 de diciembre  | 18:30 | Win+ Fútbol              |
| Cuarta  | Atlético Nacional | 1 : 1 | Millonarios       | Atanasio Girardot              | 2 de diciembre  | 20:30 | Win+ Fútbol              |
| Quinta  | Atlético Nacional | 2 : 1 | Deportivo Pasto   | Metropolitano Ciudad de Itagüí | 5 de diciembre  | 18:30 | Win+ Fútbol              |
| Quinta  | Millonarios       | 1 : 1 | Santa Fe          | Nemesio Camacho El Campín      | 5 de diciembre  | 20:30 | Win+ Fútbol              |
| Sexta   | Deportivo Pasto   | 0 : 0 | Millonarios       | Departamental Libertad         | 8 de diciembre  | 19:00 | Win+ Fútbol              |
| Sexta   | Santa Fe          | 0 : 3 | Atlético Nacional | Nemesio Camacho El Campín      | 8 de diciembre  | 19:00 | Win Sports               |

### Grupo B
| Pos. | Equipo          | Pts. | PJ | G | E | P | GF | GC | Dif. |  |
| ---- | --------------- | ---- | -- | - | - | - | -- | -- | ---- |  |
| 1    | Deportes Tolima | 10   | 6  | 3 | 1 | 2 | 7  | 7  | 0    |  |
| 2    | Once Caldas     | 9    | 6  | 2 | 3 | 1 | 8  | 5  | +3   |  |
| 3    | América de Cali | 7    | 6  | 2 | 1 | 3 | 6  | 8  | −2   |  |
| 4    | Junior          | 7    | 6  | 2 | 1 | 3 | 7  | 8  | −1   |  |

| Equipo / Jornada | 1 | 2 | 3 | 4 | 5 | 6 |
| ---------------- | - | - | - | - | - | - |
| Deportes Tolima  | 2 | 1 | 1 | 1 | 3 | 1 |
| Once Caldas      | 3 | 3 | 3 | 2 | 1 | 2 |
| América de Cali  | 4 | 4 | 4 | 3 | 4 | 3 |
| Junior           | 1 | 2 | 2 | 4 | 2 | 4 |

| Primera | Once Caldas     | 0 : 0 | Deportes Tolima | Palogrande                     | 21 de noviembre | 18:30 | Win Sports y Win+ Fútbol |
| Primera | Junior          | 1 : 0 | América de Cali | Metropolitano Roberto Meléndez | 21 de noviembre | 20:30 | Win+ Fútbol              |
| Segunda | América de Cali | 1 : 1 | Once Caldas     | Olímpico Pascual Guerrero      | 24 de noviembre | 17:10 | Win+ Fútbol              |
| Segunda | Deportes Tolima | 1 : 0 | Junior          | Manuel Murillo Toro            | 24 de noviembre | 19:20 | Win Sports y Win+ Fútbol |
| Tercera | Deportes Tolima | 1 : 0 | América de Cali | Manuel Murillo Toro            | 27 de noviembre | 18:30 | Win+ Fútbol              |
| Tercera | Once Caldas     | 2 : 2 | Junior          | Palogrande                     | 27 de noviembre | 20:30 | Win+ Fútbol              |
| Cuarta  | América de Cali | 4 : 2 | Deportes Tolima | Olímpico Pascual Guerrero      | 1 de diciembre  | 16:00 | Win+ Fútbol              |
| Cuarta  | Junior          | 1 : 2 | Once Caldas     | Metropolitano Roberto Meléndez | 1 de diciembre  | 18:30 | Win Sports y Win+ Fútbol |
| Quinta  | Once Caldas     | 3 : 0 | América de Cali | Palogrande                     | 4 de diciembre  | 18:30 | Win Sports y Win+ Fútbol |
| Quinta  | Junior          | 3 : 2 | Deportes Tolima | Metropolitano Roberto Meléndez | 4 de diciembre  | 20:30 | Win+ Fútbol              |
| Sexta   | Deportes Tolima | 1 : 0 | Once Caldas     | Manuel Murillo Toro            | 8 de diciembre  | 16:30 | Win+ Fútbol              |
| Sexta   | América de Cali | 1 : 0 | Junior          | Olímpico Pascual Guerrero      | 8 de diciembre  | 16:30 | Win Sports               |

## Final
- La hora de cada encuentro corresponde al huso horario que rige a Colombia (UTC-5).

| 18 de diciembre de 2024 | Deportes Tolima | 1:1 (0:1) | Atlético Nacional | Estadio Manuel Murillo Toro, Ibagué            |                                                |
| 19:30                   | Ramírez 75'     | Reporte   | Asprilla 35'      | Árbitro(s): Carlos Betancur VAR: Heider Castro | Árbitro(s): Carlos Betancur VAR: Heider Castro |

| 22 de diciembre de 2024 | Atlético Nacional        | 2:0 (2:0) | Deportes Tolima | Estadio Atanasio Girardot, Medellín                                           |                                                                               |
| 18:00                   | - Morelos 6' - Román 31' | Reporte   |                 | Asistencia: 44 467 espectadores Árbitro(s): Carlos Ortega VAR: Fernando Acuña | Asistencia: 44 467 espectadores Árbitro(s): Carlos Ortega VAR: Fernando Acuña |

|                                       |
| Bandera de Colombia                   |
| Campeón Atlético Nacional 18.º título |

## Estadísticas

### Goleadores
| Jugador         | Equipos           | Goles | PJ | Media |
| --------------- | ----------------- | ----- | -- | ----- |
| Daniel Moreno   | Deportivo Pasto   | 17    | 24 | 0.71  |
| Dayro Moreno    | Once Caldas       | 10    | 24 | 0.42  |
| Brayan Gil      | Deportes Tolima   | 8     | 18 | 0.44  |
| Leonardo Castro | Millonarios       | 8     | 21 | 0.38  |
| Duván Vergara   | América de Cali   | 8     | 22 | 0.36  |
| Carlos Bacca    | Junior            | 8     | 23 | 0.35  |
| Yeison Guzmán   | Deportes Tolima   | 8     | 26 | 0.31  |
| Andrés Román    | Atlético Nacional | 7     | 17 | 0.41  |
| Alfredo Morelos | Atlético Nacional | 7     | 22 | 0.32  |
| Jeison Quiñónes | Águilas Doradas   | 6     | 16 | 0.38  |

Fuente: Dimayor

### Asistencias
| Jugador           | Equipos                | Asistencias | PJ |
| ----------------- | ---------------------- | ----------- | -- |
| Edwin Cardona     | Atlético Nacional      | 8           | 23 |
| David Silva       | Millonarios            | 5           | 20 |
| Jersson González  | Independiente Medellín | 5           | 19 |
| Hugo Rodallega    | Santa Fe               | 5           | 22 |
| Yeison Guzmán     | Deportes Tolima        | 5           | 26 |
| Lucas Ríos        | Once Caldas            | 4           | 18 |
| Sebastián Navarro | Fortaleza CEIF         | 4           | 18 |
| Yerson Candelo    | América de Cali        | 4           | 19 |
| Cristian Barrios  | América de Cali        | 4           | 22 |
| Kevin Londoño     | Deportivo Pasto        | 4           | 24 |

Fuente: Dimayor

## Clasificación a torneos internacionales
| Clasificado como | Copa Libertadores 2025 | Copa Sudamericana 2025 |
| ---------------- | ---------------------- | ---------------------- |
| Colombia 1       | Atlético Bucaramanga   | Millonarios            |
| Colombia 2       | Atlético Nacional      | Once Caldas            |
| Colombia 3       | Deportes Tolima        | Junior                 |
| Colombia 4       | Santa Fe               | América de Cali        |

## Cambios de categoría al final de temporada
| Descenso | Jaguares Patriotas |

| Ascenso | Unión Magdalena Llaneros |